# Planetario nazionale (Filippine)
Il Planetario nazionale delle Filippine (filippino: Pambansang Planetaryo), noto anche come Museo del planetario nazionale (in inglese: National Museum Planetarium, abbreviato in NM Planetarium), è un planetario posseduto e gestito dal Museo nazionale delle Filippine a Manila. È una cupola di 16 m localizzata nel  Parco Rizal tra il Giardino giapponese e il Giardino cinese su Padre Burgos Avenue, nel quartiere centrale di Ermita. Aprì l'8 ottobre 1975, ed è in funzione da allora.

## Storia
L'edificio di un museo spaziale nel Parco Rizal fu proposto nel 1970 dal capo del Servizio meteorologico delle Filippine e fondatore della Società astronomica filippina Maximo Sacro Jr all'allora presidente del Comitato per i parchi nazionali e lo sviluppo e first lady Imelda Marcos, che approvò il progetto e diede immediatamente istruzioni all'Ufficio dei lavori pubblici di preparare i piani per l'edificio. La costruzione iniziò nel 1974 con l'aiuto di ingegneri giapponesi. Il planetario costò 100.000 dollari per la costruzione con finanziamenti forniti dal governo giapponese come parte della sua riparazione dei danni di guerra alle Filippine. Il decreto presidenziale n. 804-A che istituì formalmente il Planetario nazionale fu firmato dall'allora presidente Ferdinand Marcos il 30 settembre 1975. L'edificio fu inaugurato formalmente l'8 ottobre 1975 con Maximo Sacro Jr. come suo primo curatore.

## Oggetti esposti e strutture del museo
Il Planetario nazionale è alto 16 m e ha una capacità di 310 posti a sedere. È dotato di un proiettore GM-15-S Goto acquisito fin dal 1975. Presenta quattro spettacoli regolari giornalieri e un'esposizione permanente nell'edificio principale che mostra dipinti di miti e credenze astronomiche filippine e rappresentazioni in diorama del sistema solare, delle principali costellazioni e astronomi.
Nel 2012, Il Planetario nazionale ebbe più di 40.000 visitatori, per la maggior parte studenti di Metro Manila e delle province limitrofe. La sua esposizione attirò oltre 2.000 visitatori.